# 트레버 퍼먼
트레버 퍼먼(Trevor Fehrman, 1981년 7월 14일 ~ )은 미국의 배우이다.

## 출연 작품
- 점원들 2 (2006)
- 나우 유 노우 (2002)
- 캠퍼스 컨닝왕 (2002)